# 迎风街道
迎风街道，是中华人民共和国北京市房山區下辖的一个街道办事处，1983年9月从向阳街道分出，以西南方向的迎峰坡村命名，1987年燕山区撤销后改属房山区燕山办事处。
该区域自1968年开辟为石油化工区以来，已逐步发展为燕山办事处内的中心区域。

## 行政区划
迎风街道下辖以下地区：
高家坡社区、迎风四里社区、迎风五里社区、杏花西里社区、宏塔社区、杏花东里社区、迎风六里社区、燕房路社区、燕东路社区、迎风西里社区和杰辉苑社区。